# فرودگاه ملکه سئون دئوک
فرودگاه ملکه سئون دئوک (به انگلیسی: Sondok Airport) یک فرودگاه نظامی با کد یاتا DSO است . این فرودگاه در کشور کره شمالی قرار دارد و در ارتفاع ۲ متری از سطح دریا واقع شده است.